# Enigma (Robert Harris)
Enigma è un romanzo di Robert Harris ambientato durante la Seconda guerra mondiale a Bletchley Park, Inghilterra.
Il romanzo è un thriller con caratteristiche particolari, come altri best seller di Harris: la trama è ambientata in periodi di rilevanza storica e che scaturiscono da studi approfonditi dell'autore di certi eventi realmente accaduti (in questo caso i messaggi cifrati utilizzati nel periodo bellico dagli U-Boot nazisti).

## Trama
Nel febbraio del 1943 Tom Jericho, brillante matematico e criptoanalista inglese, ha un esaurimento nervoso a seguito dell'eccessivo stress mentale e fisico causatogli dal suo lavoro. Jericho lavora a Bletchley Park, in una base militare top-secret per decifrare i codici segreti utilizzati dall'esercito tedesco e che vengono ideati da una potente macchina, Enigma. Viene però richiamato urgentemente al lavoro dopo che i nazisti cambiano il codice Enigma e minacciano di attaccare un convoglio alleato in rotta verso l'Inghilterra che trasporta oltre diecimila persone. I suoi sforzi per cifrare i codici si affiancano a quelli per ritrovare la sua amata Claire, scomparsa poco dopo il suo ritorno al campo. Aiutato dalla coinquilina di Claire, riuscirà infine a sapere cosa è stato della ragazza ma solo dopo aver smascherato un traditore a Bletchley.

## Trasposizione cinematografica
Enigma è anche un film del 2001 del regista Michael Apted, prodotto da Mick Jagger ed ispirato al romanzo.

## Edizioni
- Robert Harris, Enigma, traduzione di Roberta Rambelli, collana Omnibus, Arnoldo Mondadori Editore, 1996,  p. 383, ISBN 88-04-39364-5.